# Tulipa ivasczenkoae
Tulipa ivasczenkoae (укр. Тюльпан Іващенко) — багаторічна рослина роду тюльпан родини лілійних.

## Історія
Вид знайдений в низькогірьї Чулацьких гір (південно-західні відроги Джунгарського Алатау). За його невеликою популяцією казахські ботаніки спостерігали з 2009 року, в тому числі і за екземплярами, висадженими на інтродукційній ділянці. Але квітучих екземплярів кілька років знайти не вдавалося. І тільки 26 квітня 2013 року в природній популяції вдалося зустріти сім квітучих екземплярів.
Вид названий на честь казахського флориста Ганни Андріївни Іващенко, що з 1963 р. вивчає дикорослі цибулинні рослини Казахстану, в тому числі — тюльпани.

## Опис
Цибулина яйцеподібна, 3-3,5 см завширшки, луски шкірясті, темно-коричневі, зсередини довго шерстисто запушені. Запушення густіше біля основи і верхівки. Стебло пряме, зелене, 35-40 см заввишки (від поверхні ґрунту, разом з квіткою), запушене. Листків — 3, спрямовані вгору, відхилені, розставлені на 5-6,3 см; нижній на стільки ж підноситься над поверхнею ґрунту. Усі листки великі, блискучі, зверху запушені, з білясто-червонуватою облямівкою по краю, кілеваті, стають поступово дедалі меншими догори, не перевищують квітку. Нижній лист іноді з дрібно-кучерявим краєм, верхній — з двома колами. Довжина нижнього листа 22-22,5 см, ширина 5-9,5 см, верхнього — 13-14 і 2,4-2,8 см відповідно. Квітка одиночна, листочки оцвітини червоні, при основі з жовтою плямою, майже рівні між собою, 4,8-5,1 см завдовжки, 2,5-2,8 см завширшки, зворотно-овальні, розширені у верхній третині, внутрішні на верхівці тупі, зовнішні — зі слабо загостреним кінчиком. Тичинки в 2,5-3 рази коротші оцвітини. Тичинкові нитки голі, з трикутною основою, рівномірно звужуються догори, 7-9 мм завдовжки, жовті; пильовики помітно довші ниток, 13-14 мм завдовжки, чорнуваті або темно-фіолетові; зав'язь коротша тичинок, 15-17 мм завдовжки і 3-4 мм завширшки, з сидячим рильцем. Плід округло-циліндричної форми, з добре вираженою плодоніжкою і з подовженим носиком. У недостиглому стані (22 травня 2013) його довжина становила 4,5 см, ширина — 2,2 см.

## Споріднені види
Вид близький до паміро-алтайських ендеміків Tulipa fosteriana Irw. (укр. тюльпан Фостера) і Tulipa carinata Vved. (укр. тюльпан кілеватий). Від першого добре відрізняється кілеватим листям від другого — тупими або коротко загостреними, а не довго загостреними листочками оцвітини, широкішим листям, що помітно коротшає догори, а не майже рівним за довжиною.

## Поширення та екологія
Південно-західна частина Джунгарського Алатау, гори Чулак; урочище Аїркезен, верхня третина кам'янистого північного схилу (1100 м над рівнем моря), серед чагарників.